# Raft-Away River
Raft-Away River è un videogioco educativo sulla sopravvivenza nella natura, pubblicato nel 1984 per i computer Apple II, BBC Micro, Commodore 64 e MicroBee dal produttore australiano Jacaranda Software, parte del gruppo Wiley. Ci furono utilizzi ufficiali del programma nelle scuole elementari australiane, che divennero casi di studio anche a livello internazionale.

## Trama
I protagonisti sono un gruppo di amici che, mentre facevano rafting in una zona selvaggia e remota, hanno perso il gommone nelle rapide e si trovano bloccati sulla sponda ovest del fiume. Le pareti ripide impediscono di allontanarsi a piedi. Nell'area accessibile si trovano una grotta e un albero, mentre costruendo ponticelli si potranno raggiungere un isolotto, che può contenere pietre preziose, e la sponda est, dove c'è altra vegetazione. Il gruppo ha a disposizione solo parte della propria attrezzatura e deve riuscire a costruire una zattera di legno per andarsene, prima che le piogge imminenti causino una piena che inonderà l'area.

## Modalità di gioco
La schermata di gioco è fissa su una visuale di tutta l'area con i personaggi mostrati come omini stilizzati, mentre in basso appare il testo informativo in inglese. Possono partecipare da 2 a 6 giocatori in cooperazione, che controllano un personaggio a testa (di fatto, anche un solo giocatore può controllare più personaggi). I personaggi agiscono a turno, effettuando un'azione selezionata tramite una lettera della tastiera; l'elenco dei comandi possibili, fino a 21 (A-U), non è visibile nel programma, ma solo nel manuale cartaceo. Esempi di azioni sono ripararsi alla grotta, andare all'albero, andare al focolare, portare un tronco alla sponda est o ovest, tagliare la legna, pescare, accendere il fuoco. Tuttavia certe azioni richiedono il possesso di oggetti, ovvero accetta, fiammiferi, lenza e corda, e ciascun personaggio ne possiede solo due, perciò è indispensabile la collaborazione.
I personaggi devono preoccuparsi anche di mangiare, riposarsi e ripararsi dalla pioggia. A video sono presenti un contatore dei turni e l'indicazione del meteo, mentre il testo descrive lo stato del personaggio corrente e il suo eventuale livello di fame. Ci sono 4 livelli di difficoltà che determinano i turni disponibili prima che si verifichi l'inondazione e il game over; secondo la documentazione, il livello massimo può essere impegnativo anche per un gruppo di adulti.
La confezione originale include due libretti, una "guida per lo studente" che è il manuale di gioco vero e proprio e una "guida per l'insegnante".